# Elizabeth Gurley Flynn
Elizabeth Gurley Flynn, née le 7 août 1890 à Concord, New Hampshire et morte le 5 septembre 1964 à Moscou, est une militante syndicale et politique américaine.

## Biographie
Sa famille ayant déménagé à New York en 1900, Elizabeth y fréquenta l'école publique. Ses parents l'initièrent aux idées socialistes. Alors qu'elle n'avait que 16 ans, elle prononça son premier discours, intitulé « Ce que le socialisme fera pour les femmes », au Club socialiste de Harlem. Elle fut exclue de son lycée pour ses activités politiques.
En 1907, Flynn devint une militante à plein-temps des Industrial Workers of the World (IWW). Dans les années suivantes, elle organisa diverses campagnes syndicales parmi les ouvriers de l'habillement en Pennsylvanie, ceux des soieries du New-Jersey, les employés de la restauration à New York, les mineurs du Minnesota, du Montana et de l'État de Washington ou encore les salariés du textile dans le Massachusetts. À cette époque, Theodore Dreiser la décrivait comme une « Jeanne d'Arc de la Côte Est ». En 1909, Flynn participa à une prise de parole libre (free speech fight) à Spokane. Les militants des IWW haranguaient publiquement les ouvriers pour les inciter à s'organiser. Ils étaient arrêtés les uns après les autres pour trouble à l'ordre public. Elle s'enchaîna pour retarder son arrestation. Elle accusa par la suite la police d'utiliser la prison comme un bordel. Celle-ci s'empressa de confisquer tous les numéros du journal Industrial Worker qui rapportaient cette accusation. Arrêtée une dizaine de fois pendant cette période, Flynn ne put jamais être condamnée pour activité criminelle.
À l'issue d'un marchandage judiciaire, elle fut exclue des IWW en 1916, en même temps que son camarade Joseph Ettor. On avait arrêté trois mineurs du Minnesota pour le meurtre d'un homme de main nommé Myron, tué alors qu'il se rendait chez l'un d'eux. Trois organisateurs des IWW étaient aussi accusés. Bill Haywood, responsable du syndicat, pensait que le juge Hilton, qui l'avait défendu précédemment dans une affaire dans l'Idaho, pourrait sauver les mineurs. Mais les choses se passèrent autrement. Les militants syndicaux furent relaxés à condition que les trois mineurs, qui ne maîtrisaient pas bien l'anglais, soient condamnés à une peine de prison. Alors que dans l'arrangement, ils ne devaient faire qu'un an de prison, ils furent condamnés à de lourdes peines, de cinq à vingt ans. Haywood accusa Flynn et Ettor d'avoir incité les mineurs à plaider coupable pour des charges qu'ils ne comprenaient probablement pas bien. 
Membre fondateur de l'American Civil Liberties Union (ACLU) en 1920, Flynn milita contre la condamnation de Sacco et Vanzetti. Particulièrement concernée par les droits des femmes, notamment leur droit de vote, et le contrôle des naissances, elle critiqua aussi les directions syndicales pour le peu de place qu'elles faisaient aux femmes et aux revendications féminines.
Entre 1926 et 1936, Flynn vécu à Portland avec Marie Equi, militante IWW et supportrice du droit à la contraception. En dépit de sa mauvaise santé, elle apporta un soutien actif à la grève des dockers de la Côte Ouest, en 1934. En 1936, elle adhéra au Parti communiste des États-Unis et tint une rubrique féministe pour son journal, le Daily Worker. Elle fut élue au comité national deux ans plus tard. En 1940, elle fut évincée du bureau de l'ACLU en raison de son appartenance politique.
Pendant la Seconde Guerre mondiale, elle fit campagne pour l'égalité salariale en faveur des femmes et l'ouverture de crèches pour les mères travailleuses. En 1942, elle se présenta à New York pour les élections aux Congrès et recueillit 50 000 suffrages, ce qui ne lui permit pas d'être élue.
En juillet 1948, douze dirigeants du Parti communiste furent arrêtés et accusés de violer le Smith Act en se faisant les avocats d'un renversement violent du gouvernement américain. Flynn lança une campagne pour leur libération. Mais, en juin 1951, elle fut elle-même arrêtée dans une seconde vague de poursuites au nom du Smith Act. Elle fut condamnée après un procès de neuf mois et passa deux ans dans la prison d'Alderson, en Virginie Occidentale. Elle écrivit plus tard un compte-rendu de son expérience en prison intitulé The Alderson Story: My Life as a Political Prisoner.
Après sa libération, Flynn reprit ses activités politiques. Placée à la tête du Parti communiste des États-Unis en 1961, elle effectua plusieurs séjours en Union soviétique où elle mourut en 1964. Le gouvernement soviétique organisa des funérailles d'État sur la Place rouge de Moscou, en présence de vingt-cinq mille personnes. Conformément à ses vœux, sa dépouille fut ramenée en Amérique et enterrée à Chicago, près des tombes d'Eugene Dennis, de Bill Haywood et des martyrs de Haymarket Square.

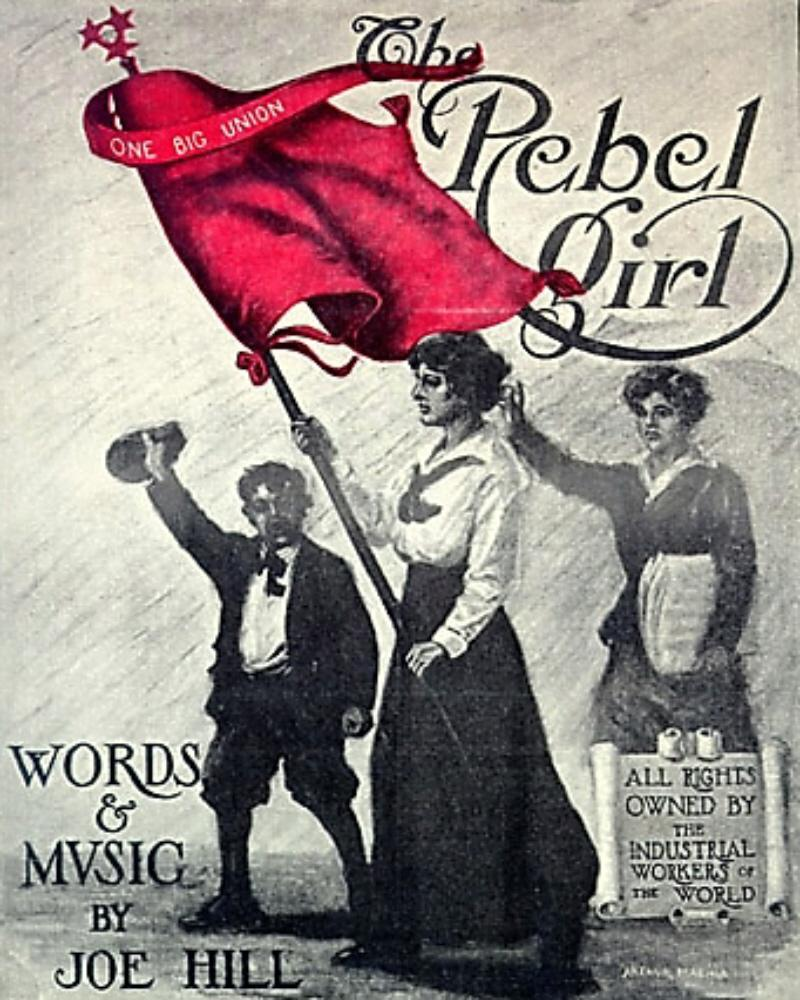

Joe Hill écrivit la chanson Rebel Girl en l'honneur d'Elizabeth Gurley Flynn. En voici un extrait :
Il y a des femmes de toutes conditions

Dans ce monde étrange, comme chacun sait,

Certaines habitent de magnifiques propriétés

Et portent les plus beaux vêtements.

Il existe aussi des reines et princesses véritables

Dont les charmes sont faits de diamants et de perles

Mais la demoiselle unique et parfaite

C'est la rebelle.